# 一条忠良
一条 忠良（いちじょう ただよし）は、江戸時代中期から後期にかけての公卿。関白・一条輝良の子。官位は従一位・左大臣、関白。一条家20代当主。大勝寺と号す。余技で自ら茶陶の制作などを行い、その作品が複数現存している。
明治天皇の皇后、昭憲皇太后の祖父にあたる。

## 経歴
天明3年（1783年）従三位となり、寛政11年（1799年）には従一位となった。内大臣、右大臣、左大臣を歴任。文化11年（1814年）には関白となる。文政6年（1823年）関白を辞めたが、同11年（1828年）准三后となっている。

## 系譜
- 父：一条輝良
- 母：家女房
- 正室：細川冨子 - 従三位、邰、細川斉茲の娘
  - 男子：久我建通 - 久我通明の養子
- 家女房
  - 四男：一条忠香
- 生母不明の子女
  - 嫡男：一条実通
  - 十四女：一条秀子 - 澄心院、徳川家定継室
  - 女子：知君 - 寛彰院、池田斉輝正室
  - 女子：通子 - 松平頼学正室
  - 女子：盛君 - 英彦山座主熈通室
  - 女子：良子 - 興正寺門主華園摂信室
  - 女子：崇子 - 鷹司輔煕室 など